# Reserva de caza del Kalahari Central
La Reserva de Caza del Kalahari Central (en setsuana: Lefelo la diphologolo la Central Kalahari; en inglés: Central Kalahari Game Reserve) ocupa una superficie de 52.800 km² el del desierto de Kalahari en Botsuana. Su superficie corresponde a cerca del 10 por ciento del territorio nacional y es la segunda mayor reserva de caza en el mundo. Su superficie es mayor por ejemplo que la superficie de los Países Bajos. Tiene por ejemplo dos veces el tamaño de Israel.
El parque cuenta con fauna silvestre, con jirafas, hienas pardas, jabalíes, guepardos, perros salvajes, leopardos, leones, ñus azules, eland, gemsbok, kudu y antílopes rojos. 
Esta reserva de caza está destinada principalmente a los safaris dedicados a la caza de trofeos.
Los san, también conocidos como bosquimanos, han habitado estas tierras desde hace miles de años, ya que recorrían la zona como cazadores nómadas.

## Geografía
El territorio es prácticamente llano y suavemente ondulado cubierto de arbustos y hierbas que cubren las dunas de arena, y las áreas de los árboles más grandes. Muchos de los valles de los ríos están secos, fosilizados como salinas. Cuatro ríos fosilizados serpentean a través de la reserva incluyendo el valle Deception,  que comenzó a formarse hace unos 16.000 años.

## Historia
Los bosquimanos, o san, han habitado las tierras durante miles de años desde que vagaban por la zona como cazadores nómadas. Sin embargo, desde mediados de la década de 1990, el gobierno de Botsuana ha tratado de reubicar a los bosquimanos de la reserva, alegando que eran una pérdida de recursos financieros a pesar de los ingresos del turismo. En 1997, las tres cuartas partes de la población san fueron reubicadas fuera de la reserva, y en octubre de 2005 el gobierno reanudó la reubicación forzosa en campamentos de reasentamiento fuera del parque, dejando solo a unos 250 ocupantes permanentes. En 2006, un tribunal de Botsuana declaró ilegal el desalojo y afirmó el derecho de los bosquimanos a volver a vivir en la reserva. Sin embargo, a partir de 2015, la mayoría de los bosquimanos tienen bloqueado el acceso a sus tierras tradicionales en la reserva. Una prohibición nacional de la caza hizo ilegal que los bosquimanos practicaran su estilo de vida tradicional de cazadores-recolectores, a pesar de permitir que los ranchos de caza privados ofrecieran oportunidades de caza a los turistas.
En 2014, se abrió una mina de diamantes llamada Ghaghoo operada por la compañía Gem Diamonds en la parte sureste de la reserva. La compañía estimó que la mina podría producir diamantes por un valor de 4.900 millones de dólares. El Rapaport Diamond Report, una guía de precios de la industria de los diamantes, declaró: "El lanzamiento de Ghaghoo no estuvo exento de controversia [...] dada su ubicación en la tierra ancestral de los bosquimanos".
Un gran incendio forestal en el parque y sus alrededores a mediados de septiembre de 2008 quemó alrededor del 80 por ciento de la reserva. El origen del fuego sigue siendo desconocido.

## Vida salvaje
Este parque contiene fauna como jirafa, elefante, rinoceronte blanco, búfalo de El Cabo, hiena manchada, hiena parda, tejón melero, suricata, mangosta amarilla, facóquero común, guepardo sudafricano, caracal, perro salvaje de El Cabo, chacal de lomo negro, zorro orejudo, zorro del cabo, leopardo africano, león, ñu azul, cebra de las llanuras, eland común, antílope sable, gacela, gacela saltarina, raficero común, impala, kudú, oso hormiguero, ardilla del Cabo, liebre de El Cabo, puercoespín de El Cabo, babuino chacma y antílope rojo.
La avifauna del Kalahari Central es variada. Las aves más grandes, el avestruz y la avutarda kori, gozan de una excelente salud y se ven con frecuencia. Las tórtolas están bien representadas: tórtolas del Cabo, tórtolas reidoras y tórtolas rabilargas se ven en gran número.
También se pueden encontrar en la reserva todas las especies subsaharianas de ganga. Durante el día pueden ser difíciles de detectar por su excelente camuflaje, pero por las mañanas se pueden ver grandes cantidades volando hacia los abrevaderos. También son comunes las grandes bandadas de quelea de pico rojo, a menudo vistas cuando bajan de los árboles para beber o en busca de comida.
La rapaz más común del Kalahari Central es el azor pálido; también hay un buen número de milanos de hombros negros, cernícalos roqueros, águila volatinera, águilas culebrera de pecho negro y parda, águilas marcial y leonada y halcones lanarios.

## Gestión
Las reglas de gestión en la Reserva de Caza Central del Kalahari (CKGR) están diseñadas para preservar el hábitat natural y asegurar una población saludable de animales. entre los diversos principios y reglas clave que generalmente se siguen se encuentran:
La CKGR se maneja con controles estrictos sobre las actividades humanas para minimizar la perturbación a la vida silvestre. Esto incluye puntos de acceso limitados, caminos designados y actividades turísticas controladas para evitar el hacinamiento y la degradación del hábitat.
Las fuentes de agua se manejan cuidadosamente para garantizar la disponibilidad para la vida silvestre durante todo el año. Se pueden establecer puntos de agua artificiales durante períodos de sequía para evitar la concentración excesiva de animales en ciertas áreas. Se preserva el hábitat natural, incluidas las praderas y las áreas boscosas, para mantener la biodiversidad y proporcionar hábitats adecuados para diferentes especies. Esto incluye el control de especies invasoras y el manejo de los regímenes de fuego.
Se implementan esfuerzos estrictos contra la caza furtiva para combatir la caza ilegal y el comercio de vida silvestre. Esto incluye patrullas regulares, vigilancia y colaboración con agencias de aplicación de la ley para hacer cumplir las leyes de protección de la vida silvestre. Además se llevan a cabo programas continuos de investigación y monitoreo para evaluar la salud de las poblaciones de animales, rastrear migraciones y estudiar cambios ecológicos. Estos datos ayudan a informar las decisiones de gestión y las estrategias de conservación.
Se involucra a las comunidades locales en los esfuerzos de conservación. Esto incluye educar a los residentes sobre la importancia de la conservación de la vida silvestre, proporcionar opciones de sustento alternativas e involucrarlos en procesos de toma de decisiones sobre la gestión de recursos naturales. Las actividades turísticas se manejan para garantizar que sean sostenibles y ambientalmente responsables. Esto incluye limitar el número de visitantes, promover un comportamiento responsable entre los turistas y proporcionar oportunidades educativas sobre la vida silvestre y la conservación.
Colaboración y Asociaciones: La colaboración con organizaciones locales e internacionales de conservación, instituciones de investigación y agencias gubernamentales mejora la efectividad de los esfuerzos de conservación. Permite el intercambio de conocimientos, recursos y experiencia necesarios para proteger la biodiversidad de la reserva.
Al adherirse a estas reglas y principios de gestión, la Reserva de Caza Central del Kalahari tiene como objetivo mantener un ecosistema equilibrado donde la vida silvestre pueda florecer naturalmente, asegurando la supervivencia a largo plazo de diversas especies dentro de sus límites.

## Historia del sector turístico en Botsuana
La industria turística de Botsuana comenzó a desarrollarse debido a las condiciones geopolíticas favorables en la década de 1990. El sur de África experimentó estabilidad política después del fin del apartheid y la liberación de Nelson Mandela en 1990. Las mejoras generales en los sistemas de transporte y comunicaciones, vinculadas a la globalización, también están ayudando. hacer más viable el turismo en Botsuana.
En 1990, Botsuana implementó una política de desarrollo de la industria turística destinada a aumentar el número de turistas que ingresan al país, los ingresos del gobierno y las oportunidades de empleo vinculadas al sector. La política tiene como objetivo principal atraer turistas internacionales, dispuestos a pagar grandes sumas de dinero por actividades de alto nivel, y procedentes de Europa, América del Norte, Australia o Nueva Zelanda, con el fin de aumentar los ingresos del país. Si bien las tasas de empleo en el sector turístico están aumentando (la industria del turismo representa el 4,5% del empleo total en Botsuana), la mayoría de los puestos gerenciales mejor pagados de la industria siguen reservados para trabajadores calificados extranjeros expatriados.
En 2020 se inicia una campaña turística, denominada Redescubrir Botsuana (Rediscover Botswana) dirigida a incrementar el turismo interno.

## Imágenes

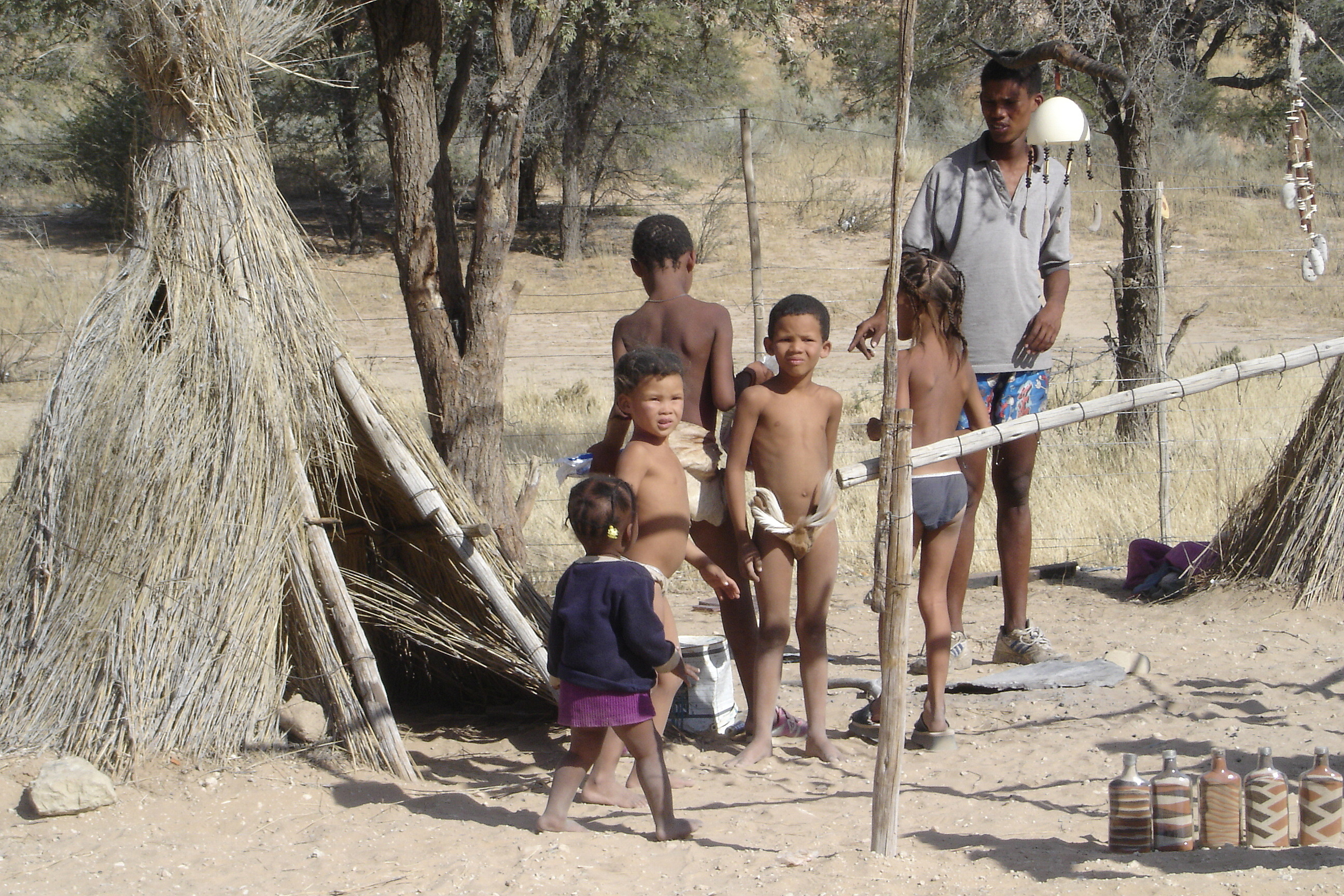
Unos niños en el Kalahari
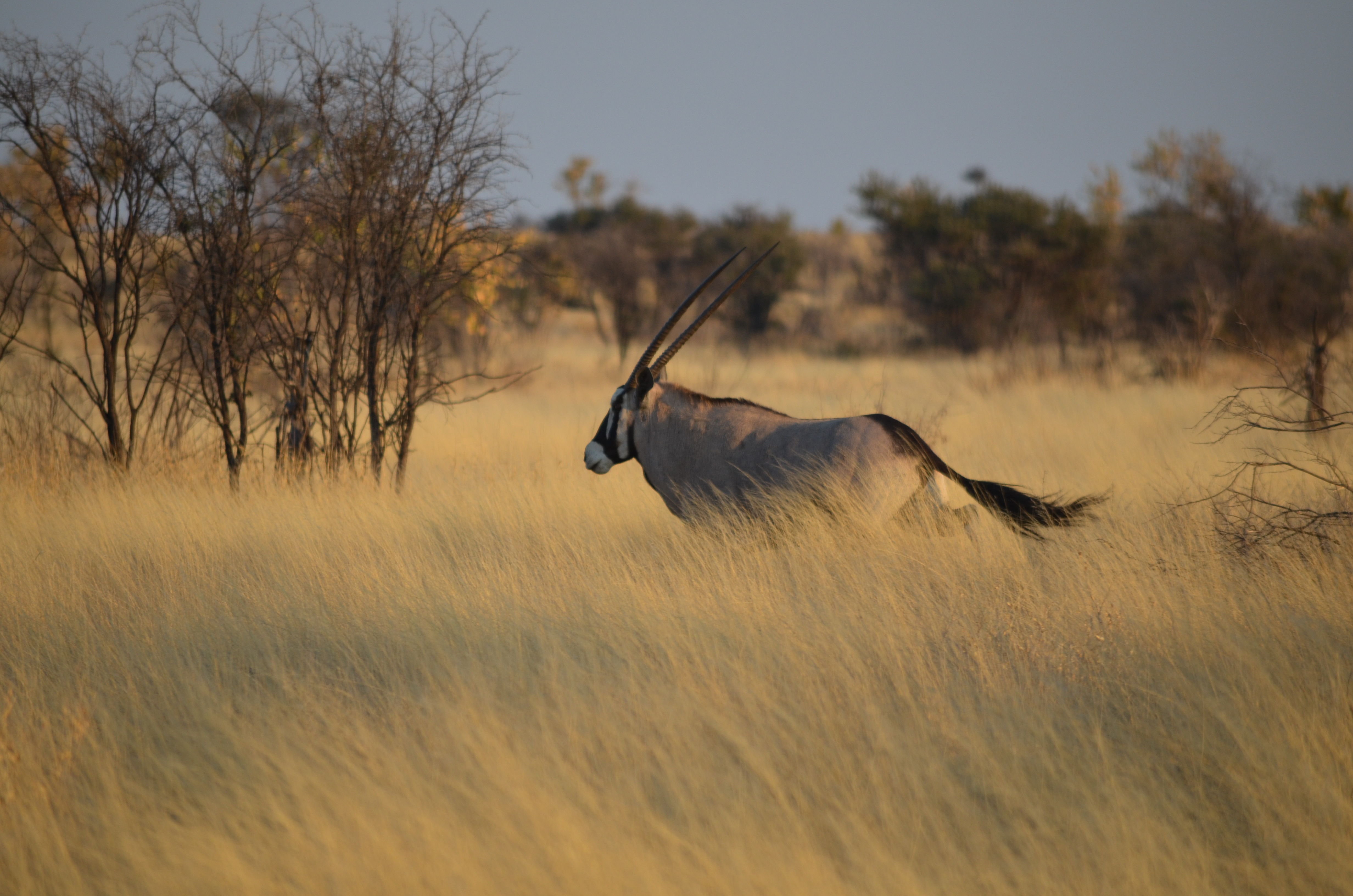
Un Oryx galopando
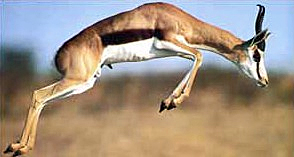
Una gacela springbok (Antidorcas marsupialis) saltando.
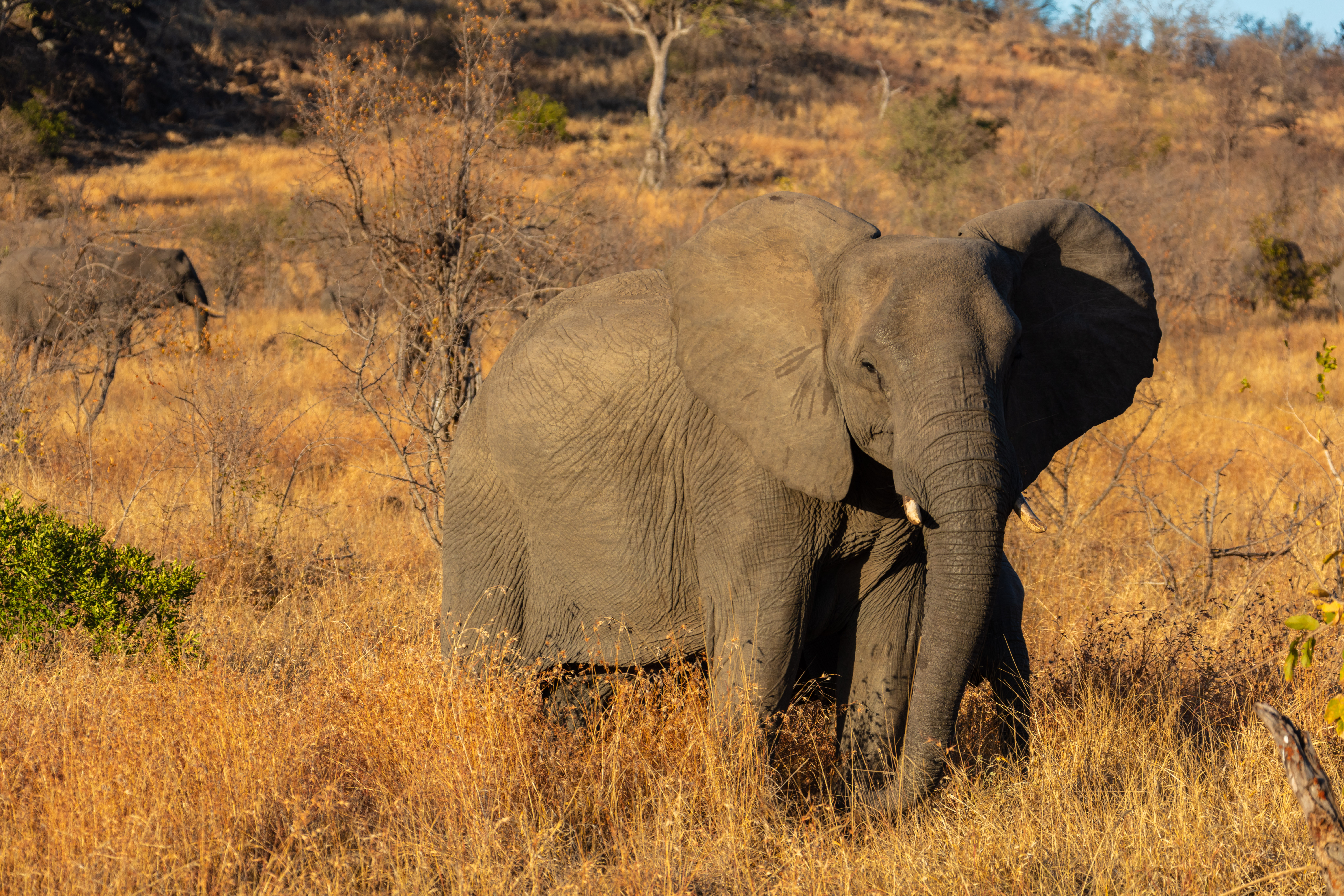
Elefante africano de sabana (Loxodonta africana)
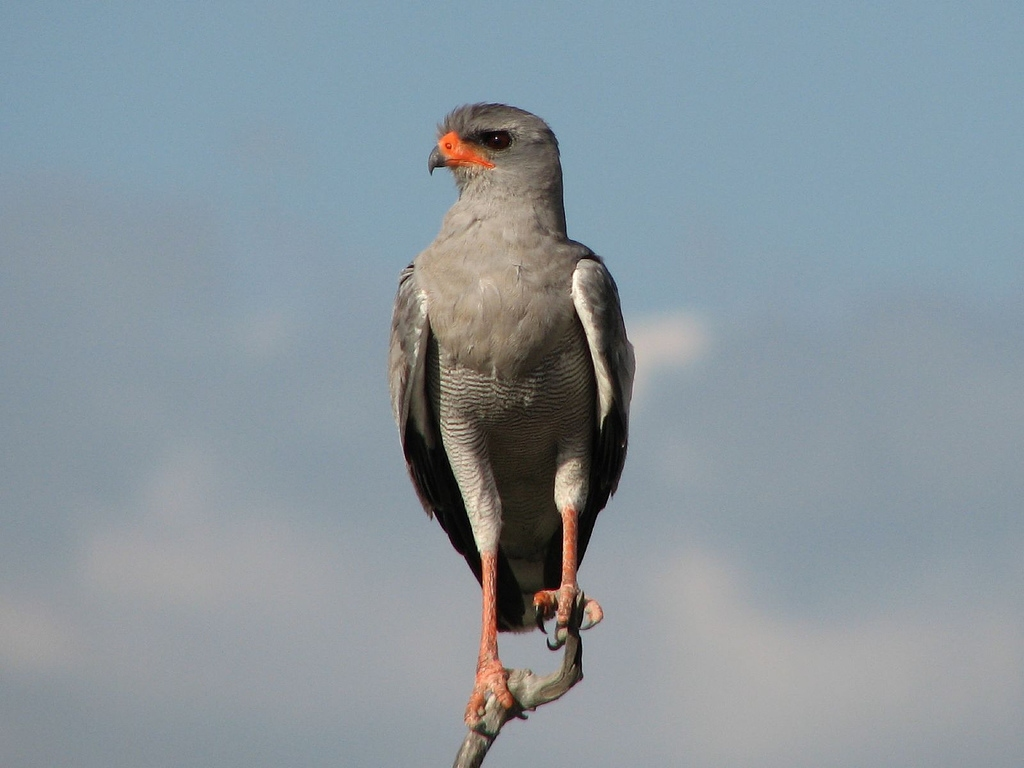
Azor pálido (Melierax canorus)
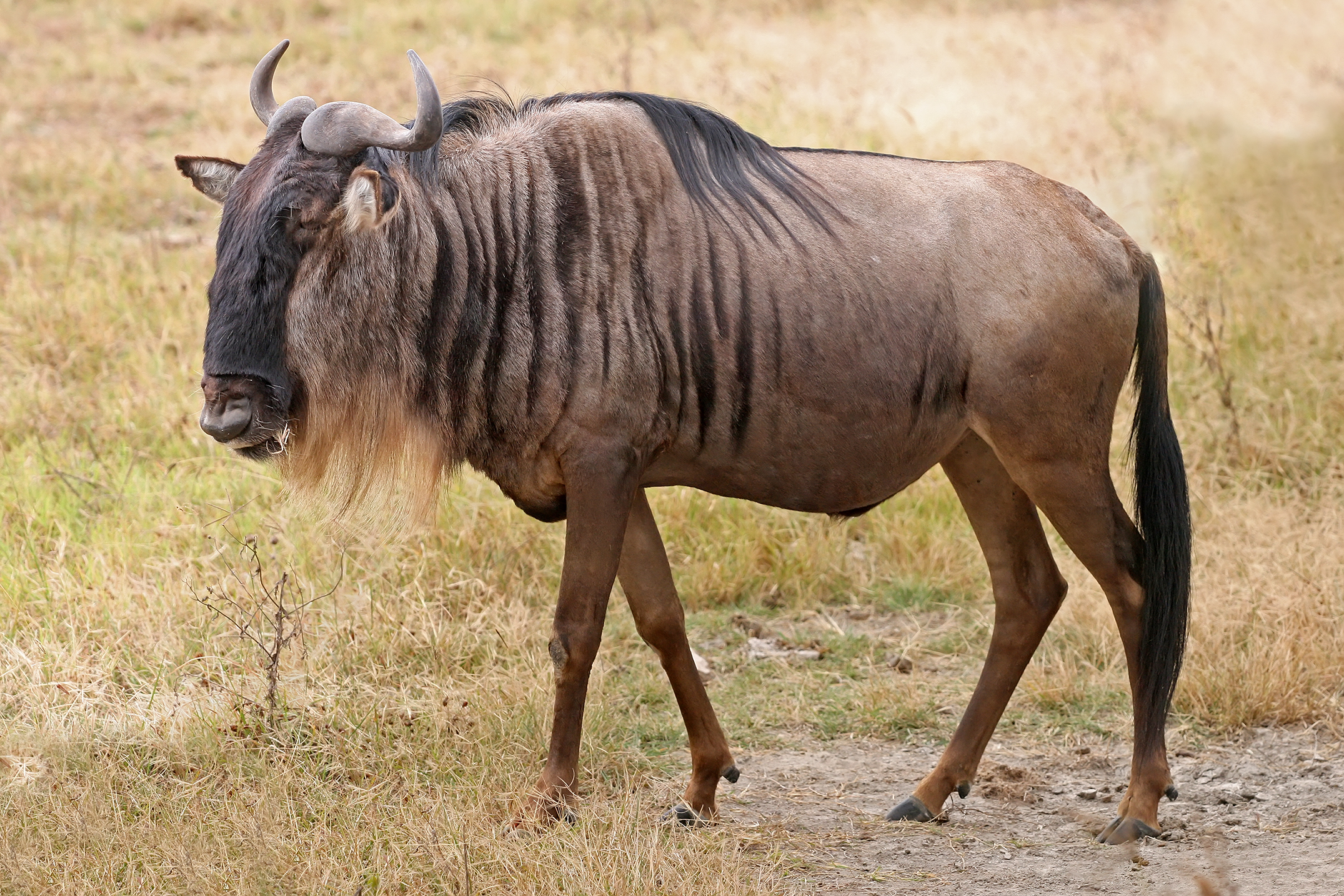
Un Ñu, (Connochaetes taurinus)
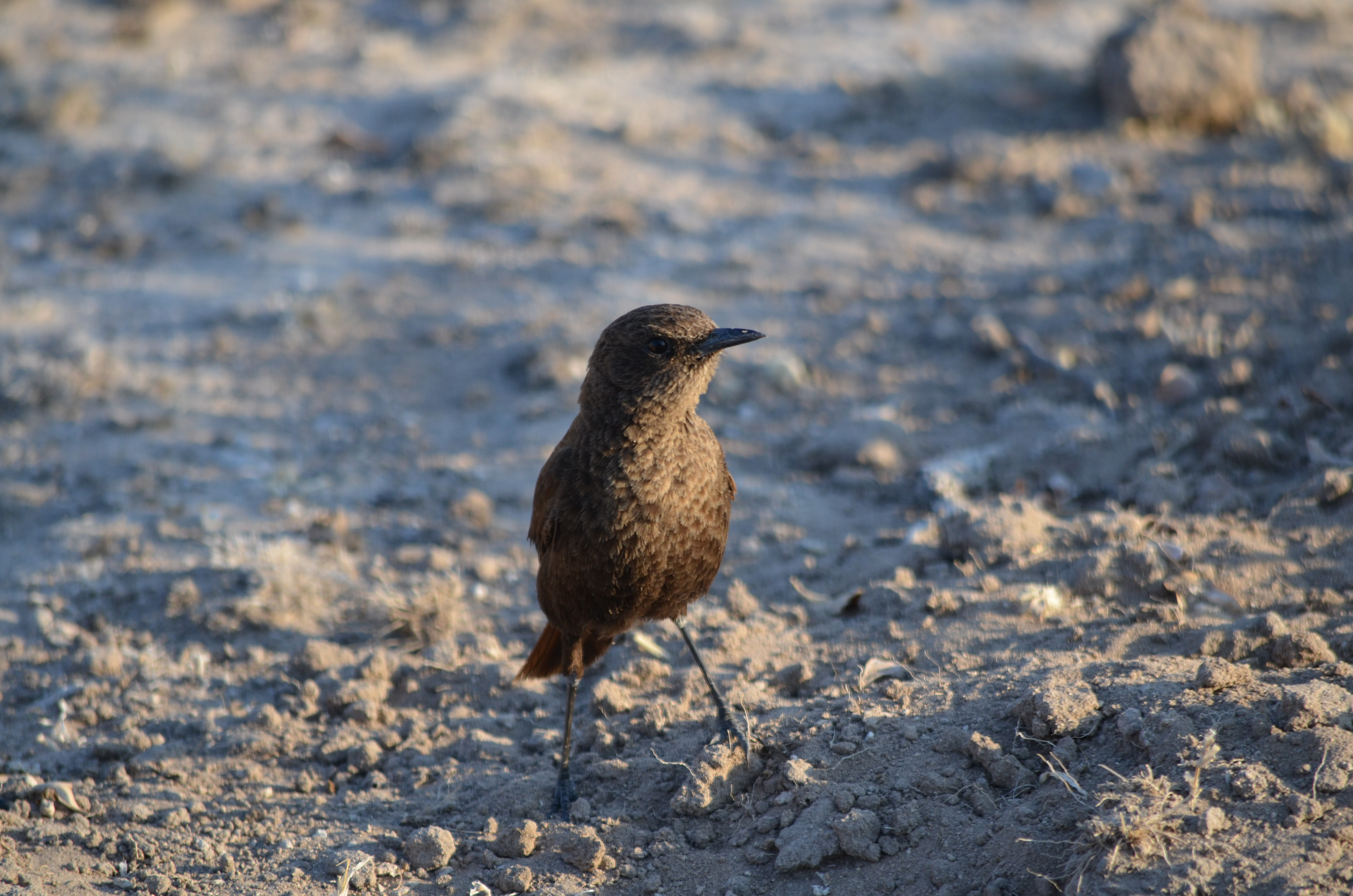
Un ejemplar de zorzal hormiguero meridional (Myrmecocichla formicivora)
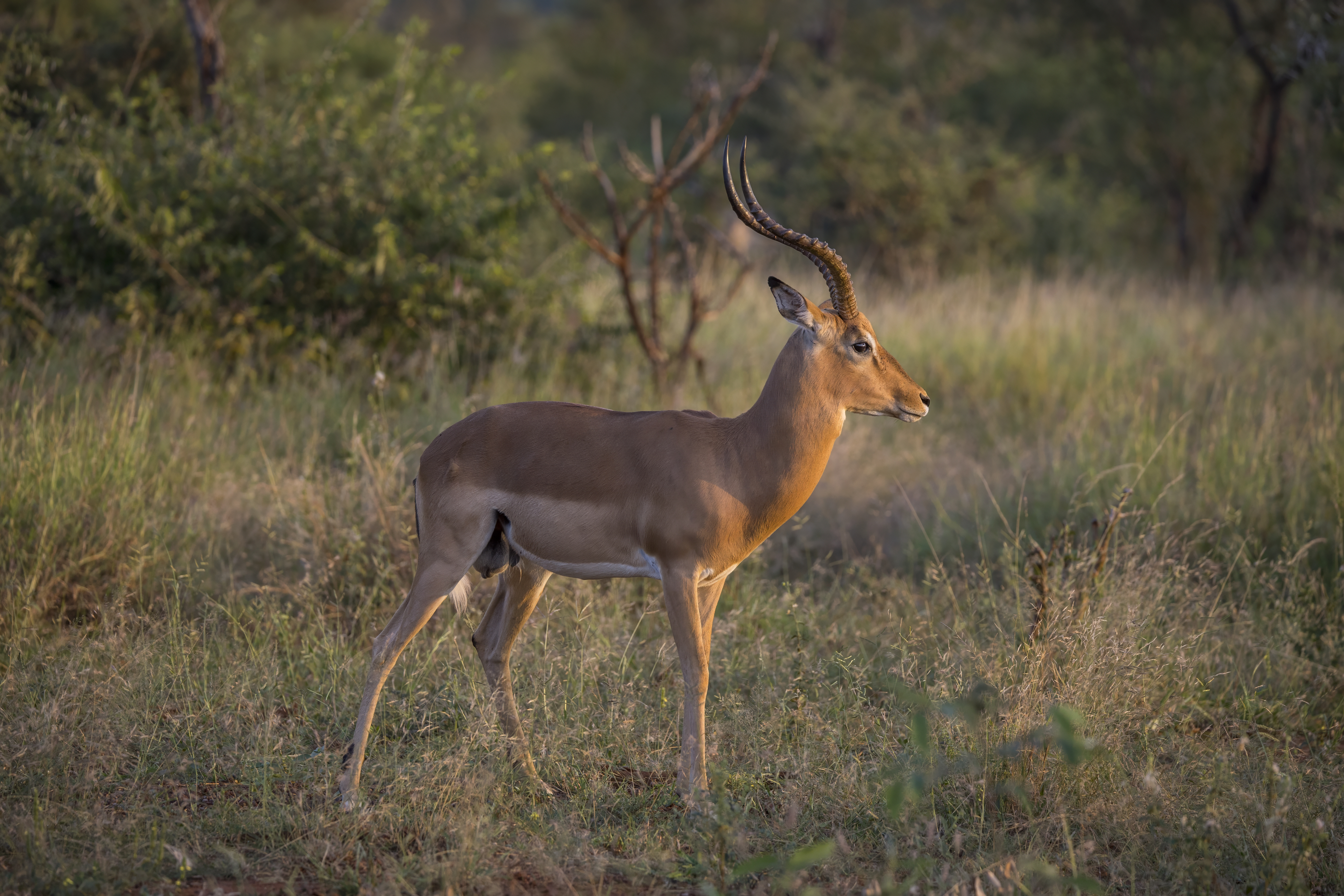
Impala  (Aepyceros melampus)
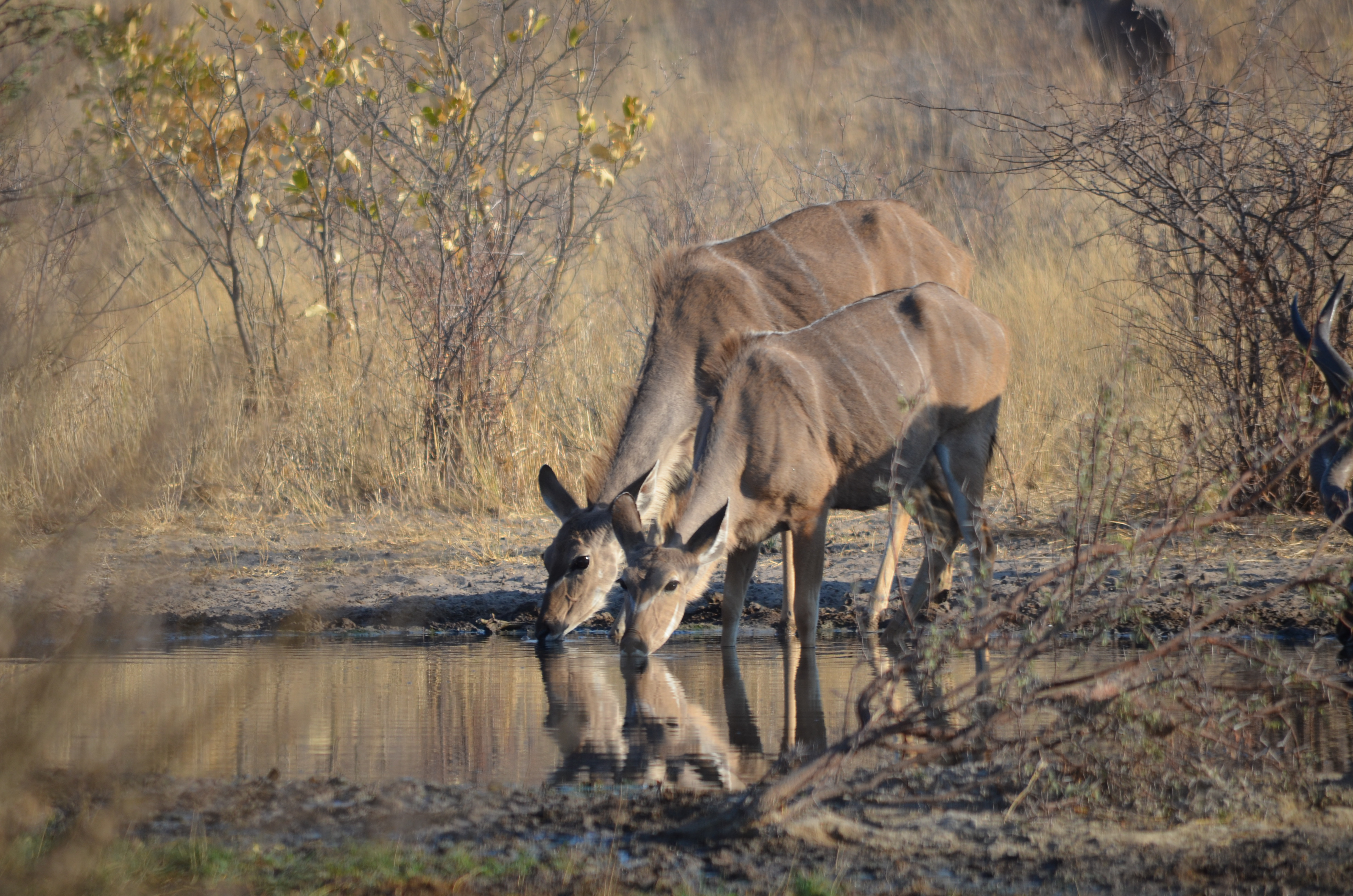
Cudús (Tragelaphus) bebiendo.